# Vicki Butler-Henderson
Victoria Jemma Butler-Henderson (Hertfordshire, 16 februari 1972) is een Brits autocoureur,  presentator van Fifth Gear en voormalig presentator van Top Gear.

## Biografie
Butler-Henderson werd geboren in een racefamilie. Haar grootvader racete met een Frazer Nash in Brooklands, haar vader zat in het Britse kartteam en haar broer Charlie is een autocoureur. Ze heeft een oudere zus, Lottie, die niet racet. Butler-Henderson groeide op op de familieboerderij en kreeg onderwijs aan de onafhankelijke scholen St Francis' College in Letchworth en Perse School for Girls in Cambridge. Ze is de achterkleindochter van Eric Butler-Henderson, een directeur van de Great Central Railway, naar wie de bewaarde GCR Class 11F-locomotief Butler-Henderson is vernoemd.
Butler-Henderson begon op 12-jarige leeftijd met karts racen en werd in haar eerste race ingehaald door David Coulthard. Ze heeft een licentie voor autoraces en een licentie voor motorbootraces. Nadat ze haar inkomen had aangevuld als race-instructeur op het Circuit  van Silverstone, begon ze een dubbele carrière in de journalistiek, waar ze werkte voor tal van Britse autotijdschriften, waaronder Auto Express, What Car? en Performance Car. Ze was de assistent-lanceringsredacteur en monteur in het tijdschrift Max Power, eenvoudigweg 'VBH' genoemd.

## Mediacarrière
In 1994 nam ze deel aan de BBC-autoshow Top Gear. Nadat de BBC de originele show in 2001 had geannuleerd, verhuisde Butler-Henderson, samen met co-presentatoren Quentin Willson en Tiff Needell, in 2002 naar Channel 5 om hun werk aan een show genaamd Fifth Gear voort te zetten. In 2004 presenteerde ze ITV's verslaggeving van het British Touring Car Championship, waaraan haar broer Charlie in 2004 kort deelnam; en vanaf februari 2006 de tiendelige serie Wrecks To Riches voor Discovery Real Time. Ook in 2004 was ze presentator voor Formula Woman op ITV.
Butler-Henderson heeft in latere jaren haar mediacarrière buiten de racerij en auto's verbreed om algemeen presentator te worden. Nadat ze in 2005 mede-presentator was van radioshows op Virgin Radio, presenteerde ze een televisieshow overdag voor ITV genaamd Date My Daughter, waarin een alleenstaande man met drie moeders 'datet', waarna ze beslissen of hij waardig genoeg is om met hun dochter te daten.
Ze heeft voice-overs opgenomen voor radio- en televisiereclame, waaronder Wrigley's Extra Thin Ice en Sony Centres. Ze verzorgde ook een voice-over voor de PlayStation 2-game Gran Turismo 4 Prologue. In januari 2006 verscheen Butler-Henderson in een tv-commercial voor het Kent & Medway Safety Camera Partnership, waarin ze verklaarde dat het partnerschap "uw geld niet wil, ze willen alleen dat u langzamer gaat rijden". Butler-Henderson was ook een verteller voor de wetenschappelijke documentaire van National Geographic Channel (VK), getiteld I Didn't Know That. In 2009 speelde ze in verschillende Nederlandse commercials voor Toyota. Ze werkte bij Absolute Radio en verzorgde verkeersnieuws op de Christian O'Connell Breakfast Show. Ze verliet de ontbijtshow op 9 juli 2009.
Butler-Henderson gaf haar mening tijdens de Golden Garages Award, een zoektocht naar de beste garage van het Verenigd Koninkrijk, gerund door Motor Codes. Butler-Henderson maakte deel uit van een professioneel panel van zes onafhankelijke juryleden, waaronder Honest John van de Telegraph en autoredacteur van het tijdschrift Which?, Richard Headland. Later overhandigde ze de prijs persoonlijk aan de winnaars van de wedstrijd Kinghams of Croydon.
In 2016 eindigde Butler-Hendersons veertienjarige periode bij Fifth Gear nadat de show was geannuleerd. In 2018 keerde het programma terug op Quest en keerden alle oorspronkelijke presentatoren (incl. Butler-Henderson) terug.

## Privé
In 2007 huwde Butler-Henderson met televisieproducent en regisseur Phil Churchward. Churchward werkte aan verschillende autoprogramma's, als producer van Fifth Gear, seriedirecteur van Top Gear en The Grand Tour.
Butler-Henderson bezit of heeft een Mk II Volkswagen Golf GTI, een Honda S2000, een Ducati Monster 750 en een Ford Ranger (T6) Raptor in eigendom gehad.
Op Autosport International op 15 januari 2011 kondigde Jason Plato, medepresentator van Butler-Henderson bij Fifth Gear, aan dat ze niet aanwezig zou kunnen zijn omdat ze een dochtertje kreeg. Haar tweede kind, een zoon, werd geboren in 2015.